# Petr Novotný (Moderator)

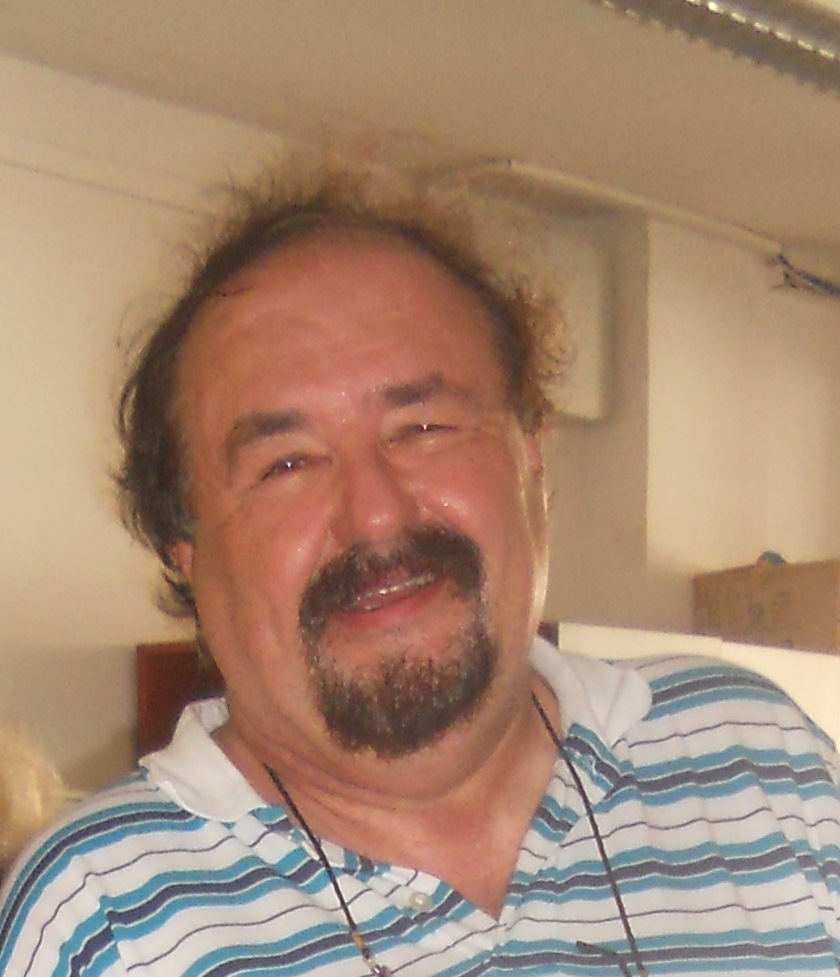
Petr Novotný, 2011

Petr Novotný (* 6. August 1947 in Olmütz) ist ein tschechischer Moderator, Humorist, Schauspieler und Drehbuchautor.
Novotný begann seine Laufbahn als Conférencier der Gruppe Greenhorns und war dann mehrere Jahre Sprecher der Gruppe Fešáci. Seit den 1990er Jahren moderierte er jedes Jahr mehrere Fernsehshows und trat mit Jiřina Bohdalová und Josef Alois Náhlovský auf. In Umfragen von Týdeník Television wurde er fünfmal zum Entertainer des Jahres gewählt.
Auch als Schauspieler und Drehbuchautor wirkte Novotný an mehreren Fernsehproduktionen mit, zudem ist er als passionierter Hobbykoch Verfasser mehrerer Kochbücher und Besitzer der Verlags- und Kunstagentur 6P.